# Cửa khẩu Săm Pun
Cửa khẩu Săm Pun là cửa khẩu quốc gia của Việt Nam thuộc địa phận thôn Mỏ Phàng, xã Thượng Phùng, huyện Mèo Vạc, tỉnh Hà Giang. Cửa khẩu được xây dựng tại khu vực Cột mốc số 456 trên biên giới giữa 2 nước. Cửa khẩu này được chính thức thông quan vào ngày 17 tháng 10 năm 2023.
Cửa khẩu Săm Pun thông thương sang Cửa khẩu Điền Bồng thuộc huyện Phú Ninh, châu Văn Sơn, tỉnh Vân Nam, Trung Quốc.